# Амет-хан Султан
Амет-хан Султан (Amet-han Sultan) е съветски военен пилот, подполковник, летец-изпитател, 2 пъти герой на Съветския съюз (1943, 1945).

## Биография
Амет-хан Султан е роден на 20 октомври 1920 г. в Алупка (днес в Република Крим), в семейство на работници. Баща му е от народността лакци (родом от аула Цовкра, Дагестан), майка му е кримска татарка.
През 1937 година Амет-хан завършва 7 клас и постъпва в железопътното училище в Симферопол. След завършването му започва работа като шлосер в железопътно депо в града. Едновременно с работата в депото се записва в курс за летец в местния авиоклуб, който завършва през 1938 година.
През 1939 година е призован в редиците на Червената армия. В началото на 1940 година завършва 1-ва качинска военна авиационна школа „А. Ф. Мясников“ в с. Кача (край Севастопол) и е произведен в звание младши лейтенант. По разпределение е изпратен в 4-ти изтребителен авиационен полк, в Одеския военен окръг, дислоциран край Кишинев. Лети на самолети И-15 и И-153.

### Втора световна война
Началото на Великата отечествена война го заварва на служба в Молдавия. Още в първите дни младият летец изпълнява няколко бойни полета на изтребител И-153. От есента на 1941 година защитава небето над Ростов на Дон. През зимата на 1942 година полкът преминава на изтребители „Хърикейн“.
От март 1942 година 4-ти изтребителен авиационен полк е част от ПВО на Ярославъл. Там Амет-Хан Султан завоюва своята първа въздушна победа. На 31 май 1942 година, изразходвал всичките си боеприпаси в боя, сваля с таран вражески бомбардировач „Юнкерс-88“, удряйки в полет неговото ляво крило и повреждайки фатално своя и германския самолет. Султан успява да скочи с парашут от кабината на своя самолет и се спасява. За своя подвиг Амет-Хан е награден и избран за „почетен гражданин на град Ярославъл“.
През лятото на 1942 година Амет-Хан воюва край Воронеж, летейки на самолет Як-1, а от август същата година – на Як-7Б, като участва в Сталинградската битка. В тази епична част от войната се утвърждава като въздушен ас и е включен в състава на 9-и гвардейски изтребителен полк, в който са събрани най-добри съветски летци-изтребители. В битката за Сталинград Амет-хан е свален за втори път, успява отново да се спаси скачайки с парашут.
През октомври 1942 година Амет-Хан Султан е назначен за командир на 3-та авиоескадрила от 9-и гвардейски изтребителен полк, в състава на който воюва до края на войната. След кратко обучение започва да лети на P-39, с който участва в освобождението на Ростов на Дон, в ожесточените бойни действия край Кубан, в освобождението на Таганрог, Мелитопол и Крим.
През януари 1944 година в бойна двойка със своя водач, героя на Съветския съюз Иван Борисов, Султан принуждава германски куриерски самолет Fi-156 „Щорх“ да кацне на съветско летище. Веднага след кацането Амет-хан прави кратко проучване на кабината, на напълно непознатия за него самолет, след което прави кратък полет на трофейната машина.
След кратък отпуск, през 1944 година се качва на нова машина – Ла-7, с която воюва в Източна Прусия и участва в превземането на Берлин. Последния си въздушен бой гвардейски майор Амет-Хан Султан провежда на 29 април 1945 година над летище Темпелхоф, сваляйки самолет „Фоке-Вулф 190“.
В годините на Втората световна война извършва 603 бойни полета (от тях 70 в атаки срещу жива сила и наземна техника), провежда 150 въздушни боеве, в които има доказани 30 свои победи и още 19 колективно свалени самолети.
Награден е със званието „Герой на Съветския съюз“ с медал „Златна звезда“ (№ 1136) на 24 август 1943 година. Получава повторно званието с медала на 29 юни 1945 година. Награден е 3 пъти с ордена „Ленин“ през 1942 – 1943 г.

### Военновъздушна академия
След края на войната по разпореждане на върховния главнокомандващ Йосиф Сталин всички летци-асове са изпратени да учат във военновъздушна академия. От 1945 година Амет-Хан е слушател във Военновъздушната академия в Монино, Московска област. Учението му върви трудно, напомняйки за недостатъчното му образование. Затова в началото на 1946 година Султан подава рапорт, в който честно пише: „Трезво преценявайки нивото на своите знания, не виждам възможност да завърша. Затова моля да бъда отчислен, защото не съм уверен, че ще издържа пет години в академията“.
Неговият рапорт е удовлетворен и през април 1946 година подполковник Амет-Хан Султан е уволен в запаса.

### Летец-изпитател
Амет-хан Султан се опитва да живее като цивилен, но летенето започва да му липсва. Всячески да се стреми да се върне към професията на летец. Дълго време това не му се удава. За това има вина основно неговият етнически произход – във всички анкети записва, че е татарин, но кримските татари са изселени от родните им места и обвинени в подпомагане на германците по време на окупацията на Кримския полуостров. Благодарение на своите бойни другари и заслугите към родината през февруари 1947 година започва работа като летец-изпитател в Авио-изследователски институт.
През 1956 година Султан, заедно с бивши партийни и съветски работници в Кримска АССР, подписват молба до ЦК на Комунистическата партия на Украйна, в която искат реабилитирането на кримските татари.
За кратко време се нарежда сред най-добрите летци-изпитатели в СССР. През 1949 година получава трети клас летец-изпитател, през януари 1950 година – втори клас, а от септември 1952 година Амет-Хан Султан получава първи клас летец-изпитател. Султан с успех провежда сложни мероприятия, давайки точна информация на авиоконструкторите.
През юни 1949 година съвместно с И. Шелестом, на борда на самолет Ту-2, прави първото автоматично презареждане във въздуха. В края на 1949 година Я. Верников и Амет-Хан Султан изпълняват първия полет на всесезонен двуместен изтребител-прехващач И-320, производство на Авиоконструкторско бюро „А. И. Микоян“. В периода 1949 – 1950 година провеждат заводските изпитания на новата машина.
От 1951 до 1953 година Султан, съвместно със С. Анохин, Ф. Бурцев и В. Павлов, прави пълни изпитания на управляемия аналог на ракетата „Комета-3“. Самолетен аналог (наричан „К“) бил предназначен за атакуваща ракета тип „въздух-кораб“ в пилотиран режим. Аналогът е подвесен на крилата на машина „Ту-4КС“, самолетът-носител набира 3000 метра, след което откача ракетата. В процес на свободно падане автоматиката включва двигателя и ракета политала към целта. Множество полети, изпълнени от Султан, са за отработка на системата за катапултиране, на различни видове самолети.
На 12 ноември 1958 г., по време на изпитанията на седалка-катапулт за самолети Су-7 и Су-9, парашутистът-изпитател В. Головин, който лети в двойка с Амет-хан, на самолет „МиГ-15УТИ“, задейства системата за катапултиране, но патронът, който изстрелва катапулта, се взривява, повреждайки самия катапулт и пробивайки резервоара с гориво. Цялата кабина започва да се пълни с гориво, В. И. Головин не може да напусне самолета заради деформациите от взрива на пиропатрона. Султан рещава да приземи самолета, въпреки че кабината е пълна с гориво, което може да избухне всеки момент. Приземяването става без проблеми, спасявайки по този начин живота на своя другар.
На 23 септември 1961 г. Султан получава званието „Заслужил летец-изпитател на СССР“ (знак № 38). За времето, в което работи като изпитател, той усвоява над 100 типа летателни апарати, а нальотът му достига огромните 4237 часа.
На 1 февруари 1971 г. Амет-хан Султан загива при изпитателен полет на летяща лаборатория Ту-16, предназначен за тестване на новия реактивен двигател. Погребан е в Новодевическото гробище в Москва.

## Награди
- 2 звания „Герой на Съветския съюз“
- 2 медала „Златна звезда“
- 3 ордена „Ленин“
- 4 ордена „Червено знаме“
- орден „Александър Невски“
- орден „Отечествена война“ 1 степен
- орден „Червена звезда“
- звание „Заслужил летец-изпитател на СССР“